# ジェール - ヴェスプレーム線
ジェール - ヴェスプレーム線（ハンガリー語;Győr–Veszprém-vasútvonal）は、ハンガリー国鉄の鉄道線の名称である。路線番号は11。

## 運行形態
- ジェール - ヴェスプレーム
普通列車のみ、2時間に1本の運行。
過去の運行形態
2020年以前は、現在より本数が少なかった。平日は、ジェール - バコニセントラースロー間に一日8-10往復、バコニセントラースロー - ヴェスプレーム間に一日5往復の運行。休日は、ジェール - バコニセントラースロー間に一日7往復、バコニセントラースロー - ヴェスプレーム間に一日4往復の運行であった。また、全列車各駅に停車していた。
2021年度より増発され、概ね2時間に1本の運行となったが、平日日中は4時間間隔が空くこともあった。
2023年度より、終日2時間に1本の運行となった。

## 駅一覧
以下では、ハンガリー国鉄11号線の駅と営業キロ、停車列車、接続路線などを一覧表で示す。
- 停車駅
  - ■印：全列車停車
  - ●印：大部分停車

| 路線名 | 駅名                             | 駅間営業キロ | 累計営業キロ | S | 接続路線 | 所在地                           | 所在地           |
| ------ | -------------------------------- | ------------ | ------------ | - | -------- | -------------------------------- | ---------------- |
| 1      | ジェール駅                       | -            | 0            | ■ | 1号線    | ジェール・モション・ショプロン県 | ジェール郡       |
| 1      | ジェール・ジャールヴァーロシュ駅 | 3            | 3            | ■ | 1号線    | ジェール・モション・ショプロン県 | ジェール郡       |
| 10     | ジェールサバドヘジ駅             | 3            | 6            | ■ | 10号線   | ジェール・モション・ショプロン県 | ジェール郡       |
| 11     | ニュール駅                       | 10           | 16           | ■ |          | ジェール・モション・ショプロン県 | ジェール郡       |
| 11     | パンノンハルマ駅                 | 5            | 21           | ■ |          | ジェール・モション・ショプロン県 | パンノンハルマ郡 |
| 11     | タルヤーンプスタ駅               | 6            | 27           | ■ |          | ジェール・モション・ショプロン県 | パンノンハルマ郡 |
| 11     | ジェーラスソニファ駅             | 1            | 28           | ■ |          | ジェール・モション・ショプロン県 | パンノンハルマ郡 |
| 11     | ヴェスプレームヴァルサーニ駅     | 6            | 34           | ■ |          | ジェール・モション・ショプロン県 | パンノンハルマ郡 |
| 11     | バコニジロート駅                 | 1            | 35           | ■ |          | ジェール・モション・ショプロン県 | パンノンハルマ郡 |
| 11     | バコニセントラースロー駅         | 6            | 41           | ■ |          | ジェール・モション・ショプロン県 | パンノンハルマ郡 |
| 11     | ヴィニェ駅                       | 4            | 45           | ■ |          | ジェール・モション・ショプロン県 | パンノンハルマ郡 |
| 11     | ポルヴァ・チェスネク駅           | 5            | 50           | ● |          | ヴェスプレーム県                 | ジルツ郡         |
| 11     | ジルツ駅                         | 8            | 58           | ■ |          | ヴェスプレーム県                 | ジルツ郡         |
| 11     | エプレーニ駅                     | 9            | 67           | ● |          | ヴェスプレーム県                 | ヴェスプレーム郡 |
| 11     | ヴェスプレーム駅                 | 12           | 79           | ■ | 20号線   | ヴェスプレーム県                 | ヴェスプレーム郡 |